# Meioneta dactylis
Meioneta dactylis är en spindelart som beskrevs av Tao, Li och Zhu 1995. Meioneta dactylis ingår i släktet Meioneta och familjen täckvävarspindlar. Inga underarter finns listade i Catalogue of Life.